# Manau
Manau es una banda de rap francesa que mezcla música tradicional de Bretaña y música celta. Han editado tres discos: "Panique Celtique" (Pánico Celta) (1998), "Fest Noz de Paname" (2000) y "On Peut Tous Rêver" (Todos podemos soñar) (2005).

## Historia
En 1998, una tribu desembarcó e irrumpió en las listas de música. Se trataba de la "Tribu de Dana", un sencillo que mezclaba el rap con la música celta y que lanzó a la fama a Manau. De esta manera, el grupo se hacía conocido no sólo en Francia, sino también en Alemania, Inglaterra, Canadá e incluso Nueva Zelanda.
Formada por Martial Tricoche, Cédric Soubiron, Rv Lardic, Loïc Taillebrest, Gregor Gandon y Laurent Meliz, el grupo da a conocer su mestizaje musical y excelentes letras. La canción es editada en su primer álbum "Panique Celtique", que incluye los éxitos "L'avenir est un long passé" (El porvenir es un largo pasado), canción antimilitarista que hace alusión a la primera y segunda guerras mundiales; y "Mais qui est la belette?" (Pero, ¿quién es la comadreja?), canción de tono infantil que presenta al grupo y su estilo. El álbum fue presentado en una gira de más de 120 presentaciones alrededor del mundo. El disco vendió aproximadamente dos millones de copias.
En 1999, Manau trae una victoria a la música francesa en la categoría de "Mejor álbum rap-groove del año". Tras su primera gira, Martial y Cédric regresan en el 2000 con un nuevo sencillo: "Tout le monde a besoin de tout le monde" (Todo el mundo necesita a todo el mundo), preludio de su segundo álbum "Fest Noz de Paname". 
Tras un largo periodo de inercia, el grupo empieza a trabajar en un tercer álbum "On Peut Tous Rêver". Si bien este último trabajo no ha podido superar a sus antecesores, ha sido motivo para una nueva gira.

## Componentes
Creadores
- Martial Tricoche: canto.
- Cédric Soubiron: composición y programación.

Regulares
- Didier Ithursarry: acordeón.
- Loïc Taillebrest: gaita.

Otros
- Rv Lardic: bajo, acordeón, teclados.
- Bruno le Rouzic: gaita, flauta.
- Gregor Gandon: violín.
- Laurent Meliz: arreglos sonoros.
- Eric Treissard: guitarra.

## Discografía
- Panique Celtique (1998)
- Fest Noz de Paname (2000)
- On Peut Tous Rêver (2005)
- Seul et en silence (2007)
- Panique Celtique 2: Le Village (2012)
- Fantasy (2013)

- Datos: Q1511761
- Multimedia: Manau / Q1511761